# Призраки виллы Диодати
«Призраки виллы Диодати» (англ. The Haunting of Villa Diodati) — восьмая серия двенадцатого сезона британского научно-фантастического телесериала «Доктор Кто». Премьера состоялась на канале BBC One 16 февраля 2020 года. Сценарий написала Максин Алдертон, режиссёром выступила Эмма Салливан.
Главные роли исполнили Джоди Уиттакер (Тринадцатый Доктор), Брэдли Уолш (Грэм О’Брайен), Тосин Коул (Райан Синклер) и Мандип Гилл (Ясмин Хан). Особенностью эпизода стало появление в нём исторического персонажа — Мэри Шелли (чью роль сыграла Лили Миллер), и представление истории о создании чудовища Франкенштейна. Впервые с 2017 года в сериале вновь появились старые враги Доктора — киберлюди.
Эпизод получил в целом положительные отзывы критиков и зрителей.

## Сюжет
ТАРДИС приземляется у Женевского озера в 1816 году. Прибыв на виллу Диодати, Доктор и её компания радостно встречаются со знаменитыми писателями XIX века — лордом Байроном и Мэри Шелли, а также Перси Шелли (будущим мужем Мэри Шелли), ребёнком Мэри Уильямом, доктором Джоном Полидори и Клэр Клэрмонт. Из-за плохой погоды и чтобы развеять скуку Доктор (вместо лорда Байрона) предлагает придумать присутствующим какую-нибудь страшную историю.
Скоро Перси Шелли пропадает неизвестно куда, оставив в своём кабинете лишь листы с записями на непонятном языке. На самой вилле начинают происходить странности: комнаты и помещения меняются местами, появляется некое паукообразное существо, похожее на внеземное… Байрон думает, что во всех странностях виновен призрак, обитающий на вилле, но Доктор понимает, что здесь происходит нечто иное. Доктор и остальные наблюдают некий светящийся силуэт у виллы: он проникает в здание и воплощается в повреждённого киберчеловека. «Команда ТАРДИС» изобличает в нём Одинокого киберчеловека, о котором прежде предупреждал Джек Харкнесс. Сам же явившийся называется именем Ашад, говоря, что прибыл обратно во времени, чтобы отыскать потерянный Кибериум — необычный металл, необходимый для восстановления расы киберлюдей…
Обнаруживается, что Кибериум оказался перемещён в тело поэта Перси Шелли. Ашад требует вернуть ему Кибериум, но Доктор противится этому, зная предупреждение Джека Харкнесса «не давать Одинокому киберчеловеку того, что он ищет». Сначала металл переходит к самому Доктору, а затем оказывается у Ашада, который телепортируется с ним и оставляет виллу в покое.
Утром Доктор и её спутники уходят, планируя следовать за Ашадом в будущее, используя координаты из записей Перси, которые тот создал под воздействием Кибериума. Мэри рассказывает остальным, что её вдохновила внешность Ашада, «этого современного Прометея», и она планирует написать историю, основанную на этом приключении.

### Связь с другими сериями
Одинокий киберчеловек впервые был упомянут капитаном Джеком Харкнессом в эпизоде «Беглец джудунов». Доктор также упоминает о своих прежних встречах с киберлюдьми; рассказывая об их опасности, говорит о смерти своей спутницы (Билл Поттс) из-за киберлюдей, что случилось в эпизоде «Будь вечны наши жизни» (2017).

## Производство
Эпизод написала Максин Алдертон.
Режиссёром выступила Эмма Салливан, также снявшая предыдущую серию сезона «Вы меня слышите?». Съёмки прошли в 2019 году.

## Показ

### Выпуск
Серия вышла 16 февраля 2020 года.

### Рейтинги
В вечер премьеры эпизод просмотрели 3,86 миллионов зрителей, что сделало эту серию седьмой самой просматриваемой программой того вечера в Соединённом Королевстве. Индекс оценки аудитории для этого эпизода составил 80 (один из наиболее высоких показателей для сезона).

### Критика
Эпизод имеет рейтинг одобрения 100 % на Rotten Tomatoes. Вывод веб-сайта гласит: «настоящая история о привидениях, которая поражает идеальным балансом между ужасом и историей, „Призраки виллы Диодати“ — это „Доктор Кто“ в лучшем виде».

## Интересные факты
Киберчеловек цитирует Шелли:

Меч измышляет человек, покой пронзая,

Белеет змей, что гложет его сердце,

Мучителей возводит на престол.
The sword which stabs his peace.

He cherisheth the snakes that gnaw his heart.

He raises up the tyrnat, whose delight is in woe.